# Héctor Facundo
Héctor Osvaldo Facundo (Buenos Aires, 1937. november 27. – 2009. november 13.) argentin válogatott labdarúgó.
Az argentin válogatott tagjaként részt vett az 1959-es ecuadori Dél-amerikai bajnokságon és az 1962-es világbajnokságon.

## Sikerei, díjai
San Lorenzo
- Argentin bajnok (1): 1959

Argentína
- Dél-amerikai ezüstérmes (1): 1959